# Tâm đẳng phương

Tâm đẳng phương của ba đường tròn màu đen là giao điểm của ba trục đẳng phương của ba cặp hai đường tròn màu đen

Trong hình học, tâm đẳng phương của ba đường tròn là điểm đồng quy của ba trục đẳng phương của cặp hai trong ba đường tròn.  Kết quả này là trường hợp đặc biệt của định lý về ba đường conic.
Tâm đẳng phương có một số ứng dụng trong hình học phẳng, nó là một mấu chốt để giải quyết vấn đề đường tròn của vấn đề của Apollonius công bố bởi Joseph Diaz Gergonne năm 1814.
Điểm Spieker của một tam giác là tâm đẳng phương của ba đường tròn bàng tiếp..